# 385-я стрелковая дивизия
385-я стрелковая дивизия (385 сд) — воинское формирование (соединение, стрелковая дивизия) РККА в Великой Отечественной войне.
Дивизия участвовала в боевых действиях с декабря 1941 года.
Сокращённое наименование — 385 сд.
Условное наименование — войсковая часть полевая почта (в/ч пп) № 02913.

## Формирование

Боевое Знамя 385-й стрелковой дивизии

385-я стрелковая дивизия сформировалась в августе — ноябре 1941 года в городе Фрунзе. Основной её костяк состоял из рабочих и колхозников Таджикской ССР, ТурССР, УзбССР и КазахССР, но больше всего было бойцов из КиргизССР. Дивизия формировалась в спешке. Огромная нехватка командного состава и слабая материальная база значительно снижали боевые качества дивизии.
В условиях эвакуации промышленности и огромных человеческих потерь с большим трудом решались вопросы обеспечения транспортом, обмундированием, другим необходимым материально-техническим оборудованием. Вместо опытных командиров, ЦК Компартии Киргизии направил в дивизию около двадцати партийных работников на должности политработников.
В основу комплектования дивизии положены следующие элементы:

а) младший начсостав и рядовые — военнообязанные запаса, рождения 1900 — 1918 годов;
тыловые части более старшими возрастами;

б) лица местных национальностей Средней Азии в дивизию не призывались;

в) конский состав, повозки и упряжь — из народного хозяйства;

г) старший и средний начсостав от комбата из кадров, остальной — выпускники из училищ и запаса.

Обучение бойцов начато с 27 сентября 1941 года по месячной программе ускоренной подготовки.
27 октября 1941 года частям дивизии была дана дополнительная программа, в которую вошли темы слабо отработанные в прошлом.
Командирские занятия проводились по приказу НКО СССР № 30, для которых отводились полные дни (три дня в месяц). Командиры-специалисты — химики, огнемётчики, инженерной службы, штабные командиры проходили при штабе дивизии сборы разной продолжительности в вечерние часы.
2 ноября 1941 года командующему войсками Среднеазиатского военного округа генерал-майору Трофименко директивой № 004299, было предписано отправить 385-ю дивизию из Фрунзе в Саратов. 7 ноября дивизия была отправлена в Саратов, в распоряжение 61-й резервной армии. Из Саратова в период с 6 по 10 декабря 1941 года, дивизию перебросили на станции Желобово и Кензино Ухоловского района, Рязанской области. Далее она прибыла пешим порядком с занятием обороны в районе города Ряжска.
В соответствии с решением Ставки Верховного Главнокомандования от 19.12.1941 года, 385-я стрелковая дивизия направлена в распоряжение командующего Московской зоной обороны генерал-лейтенанта Артемьева. Отправка производилась по железной дороге. Станция погрузки — Ряжск, в 08-00 21 декабря 1941 г., станция выгрузки — в районе Москвы. Дивизия отправлялась полностью, в составе трёх стрелковых полков — 1266, 1268, 1270 и 948 артиллерийского полка, 672 отдельного зенитного дивизиона, 403 отдельного истребительного противотанкового дивизиона, 665 отдельного сапёрного батальона, 836 отдельного батальона связи (247-я отдельная рота связи), 470 отдельного медицинского батальона, 447 отдельной разведроты, 500 отдельной автороты, 463 отдельной роты химической защиты, 808 дивизионного ветеринарного лазарета, 252 полевой хлебопекарни, 1417 полевой почтовой станции, 756 полевой кассы Госбанка. Командиром дивизии был назначен полковник Савин Илья Михайлович.

## Боевой путь

### 1941
С 23 декабря 1941 дивизия заняла позиции на рубеже Подольск — Домодедово (Московская область) в составе 24-й армии (командующий генерал-майор М. М. Иванов). С 26 декабря 1941 года дивизия числится в действующей армии. Во время пребывания в Подольске дивизия была дополнительно обеспечена вооружением.

### 1942
С февраля 1942 года, 385-я дивизия в составе 10-й армии (командующий генерал-майор В. С. Попов) была передислоцирована в район деревень Шемелинки-Высокая Гора-Каськово-Замошье Барятинского района, ныне Калужской области. Части 10-й армии оказались ближе всего к Варшавскому шоссе в районе Зайцевой горы (высота 269,8 метра) Барятинского района, ныне Калужской области. Взломать оборону противника и выйти на шоссе в этом районе было приказано частям 385-й стрелковой дивизии.
8 февраля 1942 года дивизия получила свой первый боевой приказ — овладеть деревней Лощихино Барятинского района. Советским частям здесь противостояли части 19-й немецкой танковой дивизии под командованием генерал-майора Густава Шмидта, входившей в 4-ю немецкую полевую армию. Начиная с этого момента участвовала в кровопролитных боях в районе Зайцевой горы.
В ночь с 8 на 9 февраля 1268 сп начал наступление на д. Лощихино со стороны населённых пунктов Высокая Гора и Шемелинки. Полный состав полка насчитывал: командиры — 175 человек, младший начальствующий состав и рядовые — 2258 человек. Немцы встретили наступающих сильным огнём, но в 12 часов дня двум советским ротам удалось ворваться на северную окраину деревни. Однако остальные части подразделения не смогли подойти к деревне из-за сильного огня противника.
10 февраля наступление возобновилось. В ночь с 10 на 11 февраля в бой вступают подразделения 1266 сп с приказом атаковать из района Чумазово деревню Сининка Барятинского района, находящуюся на ближайших подступах к Варшавскому шоссе. Подпустив атакующие советские части на 500 м, немцы открыли сильный огонь. Плотность его была столь велика, что атакующие были вынуждены залечь. Пролежав весь день под огнём противника, и неся потери, бойцы 1266 сп вернулись на прежние рубежи.
С 13 февраля части 385 сд ведут наступление на деревню Прасоловку, которая являлась сильным опорным пунктом врага, а также на хутора Гореловский и Малиновский Барятинского района. По сводкам Генштаба Красной Армии «10-я армия частями 385 сд вела наступление и во второй половине дня 13.02 овладела районом Гореловский, Малиновский, Марьино, Замошье, вела бой за овладение районом Яковлевка (Барятинского района)». Из-за ураганного огня и больших потерь среди личного состава командование дивизии отводит части от этих населённых пунктов, занятых немецкими войсками.
К 14 февраля в составе полков осталось личного состава: 1270 сп — 372 человека, 1268 сп — 295 человек, 1266 сп — 407 человек.
14 февраля 1266 сп пытается овладеть населёнными пунктами Малиновский и Прасоловка. В результате атаки полк понёс большие потери и остался на достигнутом рубеже в 100 м от Малиновского и в 400 м от Прасоловки.
15 февраля бойцы 1266 сп делают новую попытку овладеть хутором Малиновский, но из-за яростного противодействия противника вынуждены отойти к хутору Гореловский.
16 февраля 1268 сп получает приказ овладеть деревней Яковлевская. В 2-00 17.02.42 первый и второй стрелковые батальоны полка перешли в наступление при поддержке 948 артполка. Не сумев сломить сопротивления немцев, подразделения отходят на прежние позиции. 1266 сп 16 февраля безуспешно штурмует Прасоловку с западного направления. 16 февраля противник организует контратаку из Фомино-1 на деревню Сининка, занятую советскими войсками. Атаку удаётся отбить. В районе Гореловский бойцами 1270 сп сбит немецкий самолёт.
19 февраля солдаты 1268 сп проводят ночную разведку боем у деревни Яковлевская. Им удалось ворваться в деревню, но закрепиться в ней не удалось.
За период с 9.02 по 22.02 только 1266 сп понёс следующие потери: убито — 502 человека, ранено — 937, пропало без вести — 170.
22 февраля к 22.00 части 385 сд в результате контратак противника были вынуждены оставить район Гореловский. В результате немецкой контратаки к ночи полностью погибла первая рота 1270 сп, которая обороняла Гореловский.
В ночь с 22 на 23 февраля 1268 сп проводит генеральное наступление на деревню Яковлевская, и опять неудачно.
В результате боёв с 9 по 22 февраля 1942 г. 385 сд понесла огромные потери: 1266 сп — 502 человека убито, 170 пропало без вести; 1268 сп — 386 человек убито, 272 пропало без вести; 1270 сп. — 369 человек убито, 24 пропало без вести; 948 ап — 21 человек убит, 17 пропало без вести. Продвижения вглубь линии фронта практически нет. Лишь на некоторых участках удалось продвинуться на 100—300 м. За неудачные боевые действия и большие потери в указанный период командование дивизии было сменено; приказом начальника штаба 10-й армии № 0104 был освобождён от занимаемой должности командир дивизии И. М. Савин и вместо него назначены: командиром дивизии полковник Г. М. Немудров, а военкомом дивизии батальонный комиссар Паршутин.
2 марта 385 сд, не оправившись от понесённых в феврале потерь, получает приказ наступать на Яковлевскую и Лощихино.
6 марта в 6-10 двум ротам 1270 сп удаётся ворваться в деревню Лощихино. Бой за овладение деревней ведётся весь день, но, не получив подкрепления и поддержки, закрепившиеся в этом населённом пункте роты были практически истреблены контратакующими немцами. В это же время 1266 сп пытается овладеть деревней Яковлевская. Наступающие были обнаружены противником, который открыл шквальный огонь из всех видов оружия. Атака сорвалась. Весь день немцы ведут артиллерийский и миномётный обстрелы и наносят бомбовые удары. 1266 сп потерял 86 человек убитыми и пропавшими без вести, 1268 сп — пункты Слобода и Ракитная.
17 марта дивизией было организовано наступление на занятые немцами деревни Студёное и Сильковичи, находящиеся в тылу наступающей на Варшавское шоссе дивизии. Огонь немцев был настолько интенсивен, что атакующим удалось приблизиться только на 400 м к окраинам деревень.
18 марта повторной атакой бойцам 1266 сп удалось ворваться на северную окраину деревни Студёное, занять 12 домов и закрепиться в них. Для развития успеха был выслан отряд лыжников из 80 человек. Несмотря на поддержку, продвинуться вперед не удалось: под огнём противника пехота, залегшая на окраинах деревни, в атаку не поднялась. В этом бою потери 1266 сп составили 106 человек.
25 марта, действуя на левом фланге дивизии, 1268 сп сковывает противника в районе Яковлевка — Каменка. Командир полка приказал 1-му стрелковому батальону демонстрировать наступление на Яковлевскую и перерезать дорогу Яковлевская — Каменка — Лощихино. Во время выдвижения на исходные для атаки позиции дивизия заблудилась. На карте оказались неверно отмечены населённые пункты из-за плохо поставленной разведки. Марш проходил в условиях бездорожья по глубокому снегу. Бойцы пробивали дорогу обозам и артиллерии. Артиллерия отстала во время ночного марша. Наступление успеха не имело.
В конце марта 385 сд была передана из боевого состава 10-й армии в 50-ю армию под командованием генерал-лейтенанта А. Ф. Казанкина.
К 25 марта соединения и части 50-й армии завершили передислокацию на направлении главного удара. Армия имела в своём составе девять стрелковых дивизий (около 53 тыс. человек) и три танковые бригады (более 100 танков), однако не имела необходимого количества боекомплектов снарядов и мин, не были подготовлены аэродромы для армейской авиации. Действия войск сковывал толстый снежный покров. Однако тревога за судьбу западной группы 33-й армии (Мерецков К. А.), 1-го гвардейского кавалерийского корпуса (Белов П. А.) и 4-го воздушно-десантного корпуса (Казанкин А. Ф.), сражавшихся в окружении, заставили советское командование начать операцию.
Но участок прорыва Фомино-1 — Каменка не был достаточно изучен. Частям предстояло наступать в полосе бездорожья, снаряды и продовольствие солдаты должны были нести на своих плечах со ст. Барятинская. Из-за распутицы питание было крайне скудное: в течение февраля — марта 1942 г. красноармейцы и командиры получали в день по одному сухарю и пачке супового концентрата. Приходилось использовать для питания мясо убитых лошадей, рожь и другие съедобные продукты, найденные в погребах сожжённых деревень. Были случаи, когда копали картофель на неубранных осенью полях.
3 апреля 385 сд получила пополнение в 423 человека.
С 5 апреля дивизия возобновила наступление, поддержанное танками 112-й танковой бригады. Танкисты начали наступление в 14-00 с рубежа 1,5 км западнее Марьино. Развернулись и пошли на деревню Прасоловку, но пехота была отсечена огнём немцев, а танки были обстреляны. Группа из 7 немецких самолётов атаковала позиции танкистов.
6 апреля наступление продолжается.
7 апреля в 5-00 бойцы дивизии выводятся из-под огня, не выполнив боевую задачу. Предпринятая разведка расположения огневых средств и сил противника не удалась: разведгруппа из 40 человек попала на немецкое минное поле в 800 метрах южнее Прасоловки.
В ночь с 8 на 9 апреля 1266 и 1268 сп пытались атаковать Прасоловку с юго-запада, но были прижаты к земле фланкирующим огнём немецких пулемётов из северной Каменки. Отойти удалось только с наступлением темноты.
К 10 апреля части 385 сд занимали положение в 200—300 метрах восточнее и юго-восточнее Прасоловки. Потери дивизии за 9.04.42 составили: убито и ранено комначсостав — 19 человек, младший начальствующий состав — 25 человек, рядовой состав — 289 человек.
В ночь на 12 апреля в 3-30 силами 1266 сп и одним стрелковым батальоном 1268 сп вновь начали наступление на Прасоловку. На пути к деревне преодолели два глубоких оврага с ледяной водой. Немцы подпустили атакующих на 400—500 метрах и открыли огонь. Проведённая 12 апреля разведка доложила, что роща «Сердце», расположенная в треугольнике Прасоловка — Малиновский — Гореловский, занята противником.
13 апреля командование дивизии предпринимает атаку двумя батальонами на рощу «Сердце», а остальные части ведут наступление на Прасоловку. Весь день шёл бой, но успеха добиться не удалось.
К 14 апреля расположение частей дивизии, согласно журналу боевых действий 385 сд, было следующим: 1270 сп (372 человека) — 11 стрелков, 42 пулемётчика, 92 артиллериста, 116 миномётчиков, были расположены в 300—400 м северо-восточнее Прасоловки. 1268 сп (295 человек): 80 стрелков, 33 пулемётчика, 59 миномётчиков, 123 артиллериста расположены в 400 м юго-восточнее Прасоловки. 1266 сп (407 человек): 90 стрелков, 3 пулемётчиков, 186 миномётчиков, 95 артиллеристов, 5 автоматчиков расположены в 400 м юго-восточнее Прасоловки.
15 апреля полки дивизии получают задачу наступать на рощу «Сердце» и далее на Малиновский. Наступление развивается очень медленно.
16 апреля в 16-00 1266 сп, ведя огневой бой, занимает северную и северо-восточную окраины рощи «Сердце», остальные силы дивизии вытесняют противника из центра рощи.
17 апреля дивизия двумя полками начинает наступление из рощи на Малиновский. Бойцы ведут огневой бой со врагом. С 16 по 17 апреля дивизия потеряла убитыми и ранеными до 200 человек. Боевая численность полков в это время составила: 1266 сп — 44 стрелка, 1268 сп — 90 стрелков, 1270 сп — 70 стрелков.
Ввиду малочисленности полков командир дивизии пополняет их за счёт прибывшего пополнения — по 50 человек в каждый полк.
С 18 по 20 апреля 1268 и 1270 сп дивизии в количестве 114 человек наступали на Малиновский, но были задержаны сильным пулемётным, миномётным огнём и авиацией противника.
21 апреля части 385 сд ведут огневой бой с противником.
22 апреля в 2-00 штурмовые отряды повели наступление совместно с 239-й стрелковой дивизии под командованием полковника Мартиросяна в направлении: отм. 235,2 — безымянный хутор.
23 апреля штурмовые отряды 1270 сп продолжают наступать совместно с танкистами 112-й танковой бригады. Один танк был подбит. Советские бойцы вместе с экипажем танка занимают круговую оборону на северо-западной окраине рощи. Немцы мелкими группами контратакуют в направлении танка. Потери с 21 по 22 апреля: убито 32 человека, ранено — 135 человек.
С 24 апреля 385 сд принимает полосу обороны от 239-й стрелковой дивизии и закрепляется в роще «Сердце».
Всего дивизия потеряла в боях в Барятниском районе 9793 человека убитыми, ранеными и пропавшими без вести.
20-го мая 385-я дивизия возвращена в состав 10-й армии.
С 24-го мая находится во втором рубеже обороны армии, восточнее Кирова Калужской области, боевых действий не ведёт.
18-го июня 385-я дивизия отведена на пополнение в посёлки Петровский, Михайловка и Шилово, северо-западнее города Мещовска Калужской области.
После пополнения, 29.06.1942, 385-я дивизия была включена в 16-ю армию под командованием генерал-лейтенанта К. К. Рокоссовского, которая наступала на жиздринском направлении.
В июле 1942 дивизия начала наступление в направлении Крутое — Шупиловка Людиновского района Калужской области.
С августа 1942 года дивизия героически сражалась в тяжёлых боях за Людиновский и Думиничский районы.

### 1943

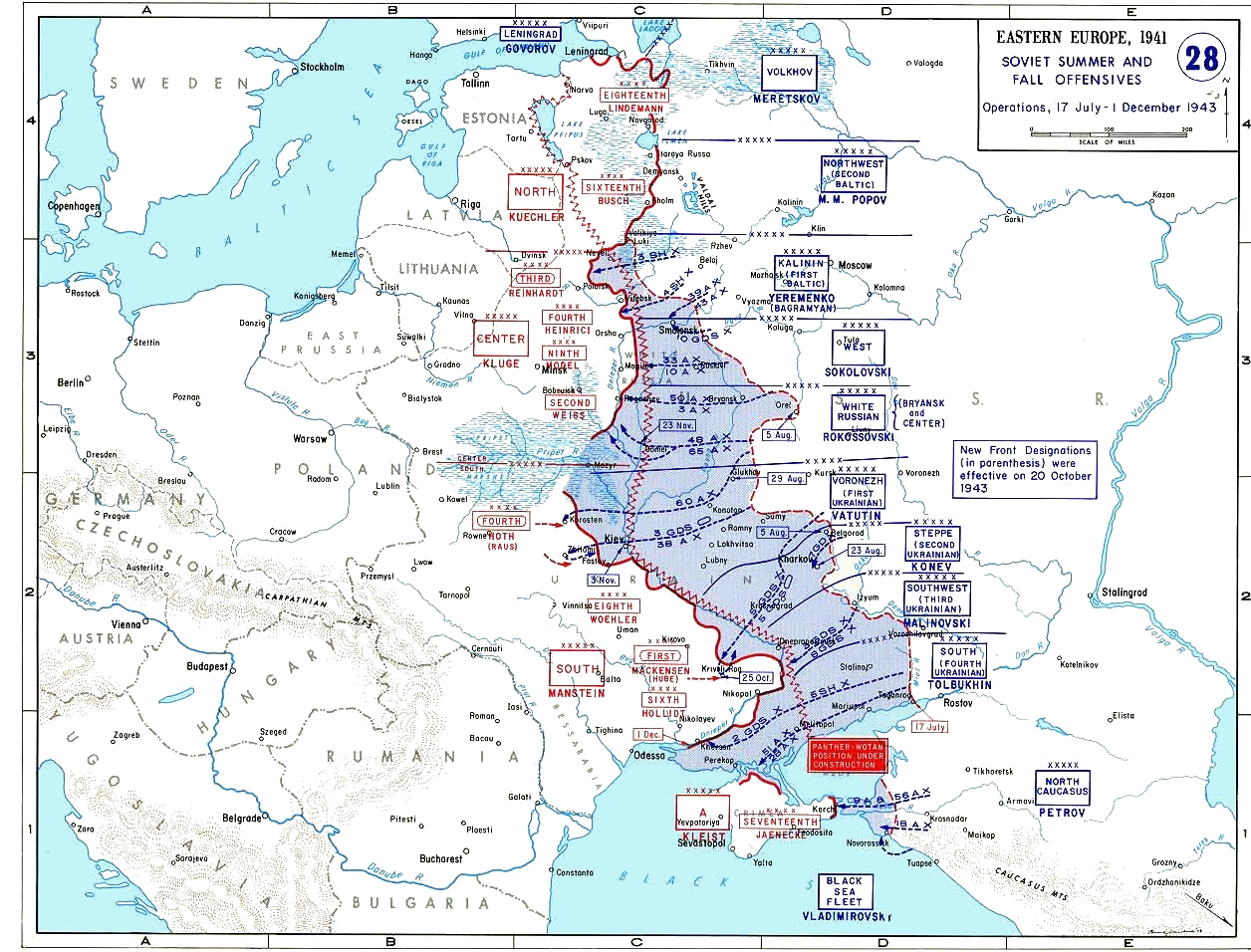
Карта боевых действий на восточном фронте в период с 17 Июля по 1 Декабря 1943 года. (на англ. яз.)

22-го февраля 1943 года 385-я дивизия в составе 10-й армии совместно с 18-й гвардейской стрелковой дивизией 16-й армии вела наступление на Людиново. В течение первых дней не было достигнуто даже минимального успеха. Боевые действия продолжались до 15-го марта, после чего было принято решение перейти к обороне. Уже через четыре дня, 19-го марта, враг перешёл в контрнаступление. На правом фланге наступления 10-я армия, включая 385-ю дивизию, держала фронт длиной около 30 км — от реки Болвы до деревни Запрудное. В последующие месяцы крупных боевых действий на этом участке фронта не велось.
Летом 1943 года началась Орловская наступательная операция под кодовым названием «Кутузов», являющаяся частью Курской битвы. Части левого фланга Западного фронта, в том числе и 385-я дивизия, производили отвлекающий манёвр с целью ввести противника в заблуждение. 7-го августа началось наступление севернее Спас-Деменска. 10-го августа, южнее Спас-Деменска, используя благоприятную обстановку, войска 10-й армии начали наступление с целью прорвать оборону противника на участке Верхняя Песочня — Острая Слобода и выйти на соединение с северной группировкой, окружить противника в районе Спас-Деменска. Далее сюда с северного участка Спас-Деменского выступа перебрасываются 5-й механизированный корпус и 385-я дивизия. Совершив марш-бросок, 385-я дивизия начала тяжёлые наступательные бои на рубеже Кулаковка — Анновка. За 14 дней наступления войска Западного фронта прорвали оборону противника на Спас-Деменском направлении, освободили свыше 500 населённых пунктов, в том числе город Спас-Деменск. 10-я и 49-я армии 31-го августа начали вспомогательное наступление в направлении на Рославль. 5-го сентября, выйдя к оборонительному рубежу противника, войска Западного фронта остановились. 7-го сентября из района Мокрое — Дубровка в 11 часов утра силами 330-й, 385-й, 324-й и 369-й дивизий началась атака. 385-я дивизия наступала из Дубровки на юг, в направлении Большая Лутна. К исходу 7-го сентября 385-я дивизия совместно с 369-й дивизией вели бой с контратакующими подразделениями 211-й немецкой пехотной дивизии. Заняв оборону, 385-я дивизия в дальнейшем наступлении Брянского фронта не участвовала.
15-го сентября началась Смоленско-Рославльская операция. 385-я дивизия наступала на левом фланге 10-й армии из района станций Гобики — Аселье железной дороги Рославль — Киров. 20-го сентября она совместно с 49-й и 64-й дивизиями перерезала железную дорогу Рославль — Брянск и продолжала наступление далее на Ершичи. 25-го сентября войсками Западного фронта был освобождён Рославль. Прорвав оборону противника, 10-я армия подошла к Белоруссии.
30 сентября 1943 года войска форсировали реку Сож и с боем овладели городом Кричев — важным опорным пунктом и железнодорожным узлом противника на Могилёвском направлении. В боях за освобождение города Кричев особенно отличились 212-я стрелковая дивизия полковника Мальцева, 385-я стрелковая дивизия полковника Супрунова и 572-й пушечный артиллерийский полк полковника Савина.

ПРИКАЗ ВЕРХОВНОГО ГЛАВНОКОМАНДУЮЩЕГО
30 сентября 1943 года войска Западного фронта форсировали реку Сож и с боем овладели городом Кричев — важным опорным пунктом и железнодорожным узлом противника на могилевском направлении.
В боях за освобождение города Кричев особенно отличились 212-я стрелковая дивизия полковника Мальцева, 385-я стрелковая дивизия полковника Супрунова и 572-й пушечный артиллерийский полк полковника Савина.
В ознаменование достигнутых успехов 212-й стрелковой дивизии, 385-й стрелковой дивизии и 572-му пушечному артиллерийскому полку присвоить наименование «Кричевских» и впредь их именовать:
212-я Кричевская стрелковая дивизия,
385-я Кричевская стрелковая дивизия,
572-й Кричевский пушечный артиллерийский полк.
Верховный Главнокомандующий
Маршал Советского Союза И. СТАЛИН
30 сентября 1943 года
[№ 28]

С этого момента 385-я дивизия стала именоваться «Кричевская стрелковая дивизия».
В начале октября 1943 года войска попытались форсировать реку Проня, но неудачно. Линия обороны противника протянулась по более выгодному с тактической точки зрения берегу и была сильно укреплена. Ожесточённые бои на этом участке фронта продолжались весь остаток 1943 года. За эти бои первыми кавалерами ордена Славы 2-й степени в Красной Армии стали воины 665-го отдельного сапёрного батальона 385-й сд старшина Большов М. А., рядовые Баранов С. И. и Власов А. Г. (приказ № 634 по войскам 10-й армии от 10 декабря 1943 года). 385-я стрелковая дивизия за четыре дня декабрьских боев потеряла убитыми и ранеными более 1000 человек и 30 декабря была выведена во второй эшелон на пополнение.

### 1944

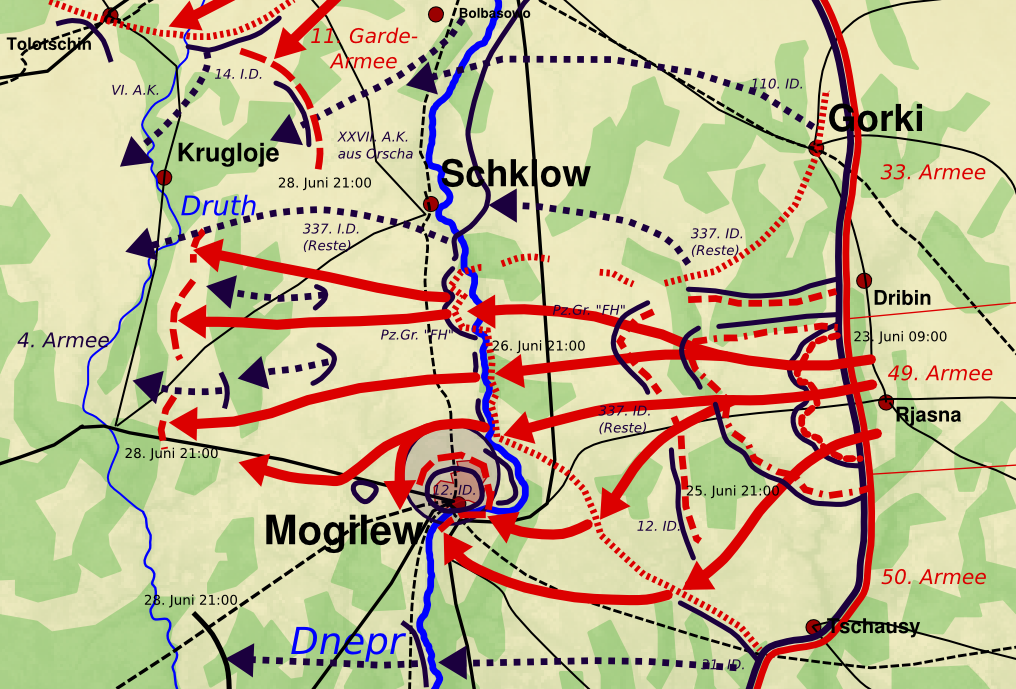
Действия советской 49-й армии в сражении за Могилёв

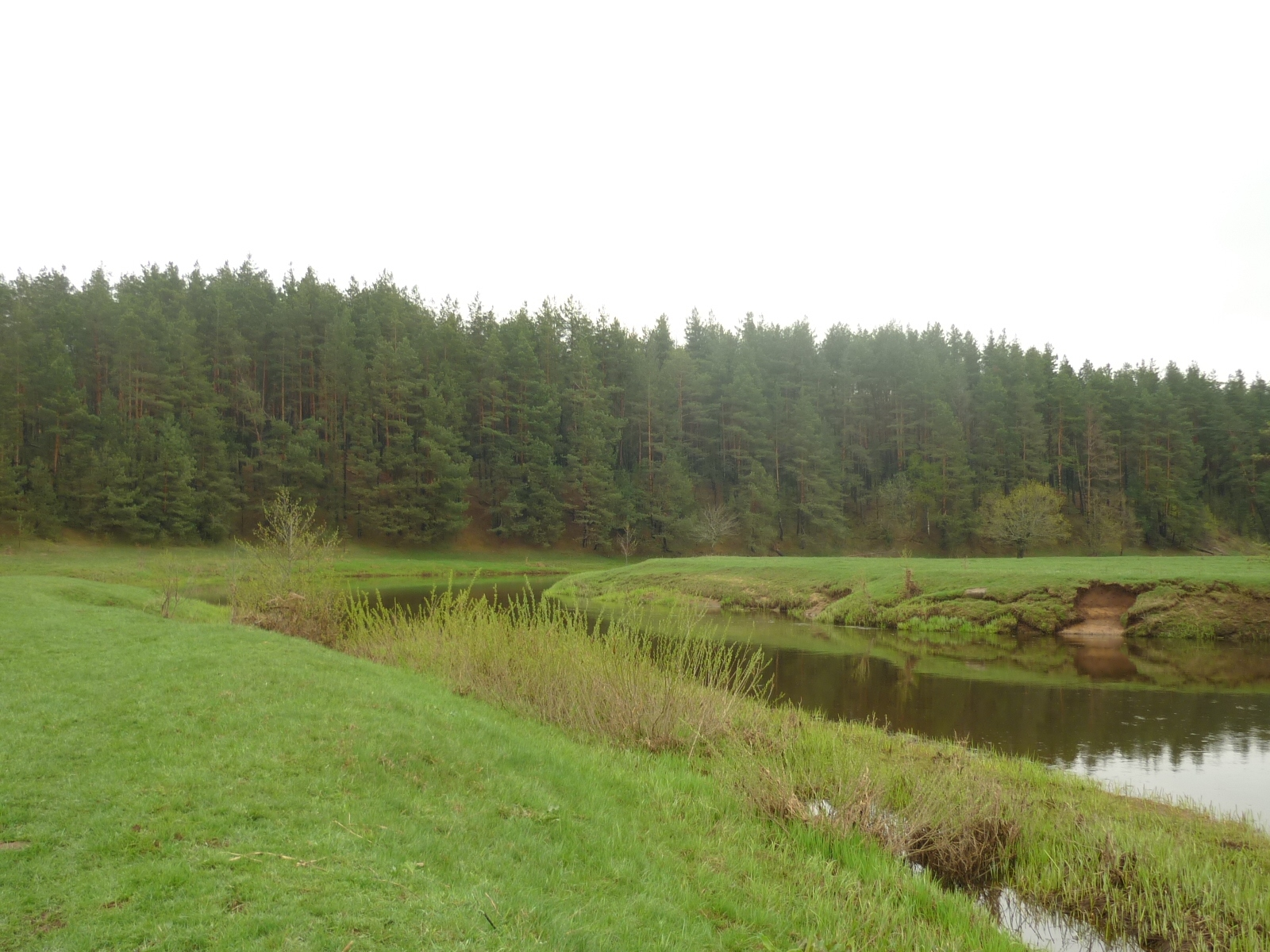
Река Проня в Могилёвской области, Беларусь

До весны 1944 года продолжались безуспешные попытки малыми силами прорвать фронт в районе реки Проня. Весной 1944 года началась активная подготовка к операции «Багратион». В конце апреля Западный фронт разделили на 2-й и 3-й Белорусские фронты, 10-ю армию расформировали. 385-я стрелковая дивизия вошла в состав 49-й армии, 2-й Белорусский фронт. 25 июня 1944 года войска переправились на западный берег реки Проня и подошли к Заречью, далее перешли в атаку, сходу форсировав реку Бася. В 16 часов, город Чаусы был освобождён частями 330-й стрелковой дивизии и 385-й стрелковой дивизии во взаимодействии с партизанским полком. Приказом от 25 июня 1944 года отмечено форсирование реки Проня, в тот же вечер в Москве прогремело 20 залпов салюта из двухсот двадцати четырёх орудий.
27.06.1944 части 385-й стрелковой дивизии под командованием полковника Супрунова быстрым и умелым манёвром подвижных отрядов захватили переправу через реку Днепр у деревни Дашковка в Могилевской области, чем обеспечили быстрое форсирование реки и дальнейшее преследование противника войсками 38-го стрелкового корпуса. Неотступно преследуя противника, дивизия форсировала реку Друть. Находясь непосредственно в наступающих частях дивизии, Супрунов четко и умело руководил боями. Поставленные перед дивизией задачи были успешно выполнены. В результате боев частями дивизии было уничтожено 4260 вражеских солдат и офицеров и 2897 взято в плен, в том числе штаб 27-го армейского корпуса во главе командиром этого корпуса генералом пехоты (воинское звание в вооружённых силах Германии, соответствует советскому званию генерал-полковник) Паулем Фёлькерсом, именно он шёл во главе колонны пленных немецких солдат и офицеров 17 июля 1944 года в марше немецких военнопленных в Москве.

Захваченный воинами 385-й стрелковой дивизии немецкий генерал Фёлькерс Пауль в советском плену (в центре с тростью)

За проявленные мужество и героизм при форсировании Днепра многие солдаты и офицеры дивизии были награждены орденами и медалями, а девять её воинов были удостоены звания Героя Советского Союза, среди них: майор Докучаев (1266 сп), старший лейтенант Волков (665 осб), младший лейтенант Жудов (1270 сп), старший сержант Шаров (1266 сп), сержанты Максин (1266 сп), Чещарин (665 осб), рядовые Висящев (1266 сп), Шаимов (1266 сп), Усачёв (1266 сп).
За образцовое выполнение заданий командования в боях против немецких захватчиков при форсировании рек Проня и Днепр, прорыве сильно укреплённой обороны немцев, а также за участие в освобождении городов Могилёв, Шклов и Быхов и проявленные при этом доблесть и мужество а дивизия награждена орденом Красного Знамени.
Дивизия продолжила наступление в направлении Минска, в который и вошла в ночь на 4 июля. 10 августа дивизия штурмом овладела крепостью Осовец, 20 августа 1944 года — городом Ломжа на реке Нарев. Указом Президиума Верховного Совета СССР от 1 сентября 1944 года За образцовое выполнение заданий командования в боях с немецкими захватчиками, за овладение городом и крепостью Осовец и проявленные при этом доблесть и мужество дивизия награждена Орденом Суворова II степени.
Дивизия стала называться: 385-я стрелковая Кричевская Краснознамённая ордена Суворова II степени дивизия.
С сентября 1944 года по январь 1945 года 385-я Кричевская стрелковая дивизия занимает оборону по восточному берегу реки Нарев в Польше, отражая атаки противника, в том числе известной 3-й танковой дивизии СС «Мёртвая голова».

### 1945
12 января 1945 года началась новая операция по дальнейшему освобождению территории Польши. 385-я стрелковая дивизия в составе 49-й армии наступала с Рушанского плацдарма и прорвала укреплённый район в Восточной Пруссии. За прорыв сильно укреплённой обороны противника в районе Мазурских озёр 1266-й стрелковый полк и 948-й артиллерийский полк удостоены наименования «Мазурские». В феврале дивизия штурмом овладела городом Черск.
При взятии Гданьска 385-я стрелковая дивизия смелым манёвром, преодолевая упорное сопротивление противника на подступах к городу, ворвалась в город одной из первых и показала образец в ведении боя в крупном населённом пункте. Во время боев в Восточной Пруссии и при ликвидации Данцигской группировки 385-я стрелковая дивизия уничтожила более 1200 солдат и офицеров противника, взяла много пленных и трофеев, нанесла большой урон вражеским укреплениям и технике.
28-го марта дивизия с другими войсками фронта освободили город и крупный порт на Балтийском море — Данциг. Погибшие в этих боях воины дивизии были похоронены (перезахоронены) на военных кладбищах в районе польской деревни Бояно и города Гданьск.
На второй день после овладения Данцигом она была переброшена на автомашинах, а гужевой транспорт своим ходом, на восточный берег реки Одер, в район города Шведт. В этом районе два Одера — Восточный и Западный с поймой между ними в 3 километра. Период был половодья, вся пойма была залита водой глубиной свыше метра. Образовалась водная преграда шириной в 3,5 километра. Такую водную преграду дивизия начала форсировать в полосе армии одна, с задачей выйти к Западному Одеру и обеспечить развертывание остальных войск для форсирования Западного Одера. 19 апреля 1945 года в боях при форсировании реки Одер у города Шведт геройски погиб закрыв своим телом вражеский пулемёт младший сержант  Пётр Зотов (возможно последний за время войны повторивший подвиг Матросова), который был  посмертно представлен к званию Героя Советского Союза, но награждён орденом Красного Знамени. Задачу дивизия выполнила. После форсирования реки Одер и прорыва обороны противника немцы уже не оказывали сильного сопротивления, а короткими контратаками и сильными заслонами старались задерживать наши войска, отводя главные силы на Запад, чтобы сдаться в плен англичанам и американцам. Они боялись возмездия за все зло, содеянное ими. Перед сдачей нашим союзникам в плен противник бросил всё оружие и технику, а личный состав ушёл к союзникам.
3-го мая 385-я СД встретилась с дозором 82-й воздушно-десантной дивизии США. На этом закончила дивизия свои боевые действия, а 8 мая 1945 года Германия капитулировала.
Правительство США наградило группу солдат, сержантов и офицеров дивизии американскими орденами и медалями. В свою очередь правительство Советского Союза такую же группу солдат и офицеров США наградило советскими орденами и медалями.
По окончании Великой Отечественной войны дивизия вошла в состав Группы советских оккупационных войск в Германии и вскоре в июне 1945 года расформирована.

## Полное название
385-я стрелковая Кричевская Краснознамённая ордена Суворова дивизия

## Состав дивизии
- Управление (штаб)
- 1266-й стрелковый Мазурский ордена Суворова полк

Мазурский — почётное наименование присвоено приказом Верховного Главнокомандующего от 5 апреля 1945 года № 053
 (4 июня 1945 года — за образцовое выполнение заданий командования в боях с немецкими захватчиками при овладении городами Эггезин, Торгелов, Позевальк, Штрасбург, Темплин)
Командиры полка:
- Довгаль Иван Степанович, майор, (формировал полк и командовал им до февраля 1942 года)[5]
- Ороховатский, Ефим Савельевич, майор, (февраль 1942- март 1942) — ранен[5]
- Нестеров, Леонид Иванович, капитан, (3 июня 1942 — 31 июля 1942)[5]
- Тесленко Фёдор Матвеевич, майор, (31 июля 1942 — 10 февраля 1943) умер по болезни 10.02.1943[5]
- Макаров Фёдор Иванович, подполковник, (5 марта 1943 — 31 августа 1943)[5]
- Коновалов Фёдор Васильевич, майор, подполковник, полковник, (31 августа 1943 — 28 апреля 1945)[5]
- Солдатов Валерий Михайлович, подполковник, (31 августа 1943 — до расформирования полка 12 июля 1945)[5]
- 1268-й стрелковый Ломжинский Краснознамённый ордена Суворова полк

Ломжинский — почётное наименование присвоено приказом Верховного Главнокомандующего от 22 сентября 1944 года № 0317
 (5 апреля 1945 года — за образцовое выполнение заданий командования в боях с немецкими захватчиками при прорыве обороны немцев в районе Мазурских озёр и овладении городами Бартен, Дренгфурт, Растенбург, Райн, Николайкен, Рудшанни, Пуппен, Бабинтен, Теервиш и проявленные при этом доблесть и мужество)
 (4 июня 1945 года — за образцовое выполнение заданий командования в боях с немецкими захватчиками при овладении городами Штеттин, Гартц, Пенкун, Казеков, Шведт и проявленные при этом доблесть и мужество)
Командиры полка:
- Сосновский Нестер Петрович, майор, (14 февраля 1942 — 13 апреля 1942) погиб в бою 13.04.1942[5]
- Сальников, Александр Максимович, подполковник, полковник, (3 августа 1942 — 12 августа 1943)[5]
- Нестеров, Леонид Иванович, майор, подполковник, (с 12 августа 1943 — 19 октября 1944)[5]
- Тарусин, Андрей Васильевич, майор, (19 октября 1944 — 4 ноября 1944)[5]
- Нестеров, Леонид Иванович, подполковник, (с 4 ноября 1944 — до расформирования полка в июне 1945 года)[5]
- 1270-й стрелковый Ломжинский Краснознамённый полк

Ломжинский — почётное наименование присвоено приказом Верховного Главнокомандующего от 22 сентября 1944 года № 0317
 (26 апреля 1945 года — за образцовое выполнение заданий командования в боях с немецкими захватчиками при овладении городами Лауенбург, Картузы (Картхауз))
Командиры полка:
- Мозалев Иван Александрович, капитан, (формировал полк и командовал им до марта 1942 года) — умер от ран[5]
- Левин, Григорий Михайлович, капитан, (март 1942 — декабрь 1942)[5]
- Морозов, Василий Фёдорович, майор (декабрь 1942 — март 1943) — отстранён[5]
- Назаров Василий Михайлович, майор (март — апрель 1943) — ранен 09.04.1943[5]
- Стрельников Алексей Яковлевич, подполковник, (апрель 1943 — август 1943) — отстранён[5]
- Халин Александр Фролович, полковник, (с 28 августа 1943 по 21 апреля 1945) погиб при артобстреле 21.04.1945[5]
- Охотин Родион Артемьевич, полковник, (с апреля 1945 до расформирования полка в июне 1945 года)[5]
- 948-й артиллерийский Мазурский Краснознамённый полк

Мазурский — почётное наименование присвоено приказом Верховного Главнокомандующего от 5 апреля 1945 года № 053
 (26 апреля 1945 года — за образцовое выполнение заданий командования в боях с немецкими захватчиками при овладении городами Бытув и Косьцежина и проявленные при этом доблесть и мужество)
Командиры полка:
- Кулиев Али-ага Самед-оглы, капитан, майор, подполковник (формировал полк и командовал им до января 1943 года)
- Быков Яков Васильевич, майор, (январь — март 1943)
- Титов Фёдор Сергеевич, подполковник, (март — сентябрь 1943) погиб на поле боя 09.09.1943
- Быков Яков Васильевич, майор, (сентябрь 1943 — май 1944)
- Шлейников Михаил Иванович, подполковник, (май 1944 — январь 1945)
- Лебедев Георгий Гаврилович, майор, (январь 1945 — до расформирования полка в июне 1945 года)
- 403-й отдельный истребительно-противотанковый ордена Александра Невского дивизион

 (4 июня 1945 года — за образцовое выполнение заданий командования в боях с немецкими захватчиками при овладении городом Ангермюнде и проявленные при этом доблесть и мужество)
- 665-й отдельный сапёрный ордена Красной Звезды батальон

 (26 апреля 1945 года — за образцовое выполнение заданий командования в боях с немецкими захватчиками при овладении городами Бытув и Косьцежина и проявленные при этом доблесть и мужество)
- 836-й отдельный ордена Красной Звезды батальон связи (ранее — 247-я отдельная рота связи)

 (26 апреля 1945 года — за образцовое выполнение заданий командования в боях с немецкими захватчиками при овладении городами Бытув и Косьцежина и проявленные при этом доблесть и мужество)
- 470-й отдельный медико-санитарный батальон
- 447-я отдельная разведывательная рота
- 456-я зенитная артиллерийская батарея (672-й отдельный зенитный артиллерийский дивизион — до 19.03.1943)
- 463-я отдельная рота химической защиты
- 500-я автотранспортная рота
- 252-я полевая хлебопекарня
- 808-й дивизионный ветеринарный лазарет
- 1417-я полевая почтовая станция
- 756-я полевая касса Государственного банка

## Подчинение

Супрунов М. Ф.

| Дата            | Фронт (округ)/Командующий                                                      | Армия/Командующий               | Корпус/Командир                          | Примечания   |
| --------------- | ------------------------------------------------------------------------------ | ------------------------------- | ---------------------------------------- | ------------ |
| 01.10.1941 года | Среднеазиатский военный округ, Киргизская ССР, город Фрунзе (С. Г. Трофименко) |                                 |                                          | формирование |
| 01.11.1941 года | Среднеазиатский военный округ, Киргизская ССР, город Фрунзе (С. Г. Трофименко) |                                 |                                          | формирование |
| 01.12.1941 года | Резерв Ставки ВГК (И. В. Сталин)                                               | 61-я армия (Ф. И. Кузнецов)     | -                                        | -            |
| 01.01.1942 года | Московская зона обороны (П. А. Артемьев)                                       | 24-я армия (М. М. Иванов)       | -                                        | -            |
| 01.02.1942 года | Западный фронт (Г. К. Жуков)                                                   | 10-я армия (В. С. Попов)        | -                                        | -            |
| 01.03.1942 года | Западный фронт (Г. К. Жуков)                                                   | 10-я армия (В. С. Попов)        | -                                        | -            |
| 01.04.1942 года | Западный фронт (Г. К. Жуков)                                                   | 50-я армия (И. В. Болдин)       | -                                        | -            |
| 01.05.1942 года | Западный фронт (Г. К. Жуков)                                                   | 50-я армия (И. В. Болдин)       | -                                        | -            |
| 01.06.1942 года | Западный фронт (Г. К. Жуков)                                                   | 10-я армия (В. С. Попов)        | -                                        | -            |
| 01.07.1942 года | Западный фронт (Г. К. Жуков)                                                   | 16-я армия (К. К. Рокоссовский) | -                                        | -            |
| 01.08.1942 года | Западный фронт (Г. К. Жуков)                                                   | 16-я армия (И. Х. Баграмян)     | -                                        | -            |
| 01.09.1942 года | Западный фронт (И. С. Конев)                                                   | 10-я армия (В. С. Попов)        | -                                        | -            |
| 01.10.1942 года | Западный фронт (И. С. Конев)                                                   | 10-я армия (В. С. Попов)        | -                                        | -            |
| 01.11.1942 года | Западный фронт (И. С. Конев)                                                   | 10-я армия (В. С. Попов)        | -                                        | -            |
| 01.12.1942 года | Западный фронт (И. С. Конев)                                                   | 10-я армия (В. С. Попов)        | -                                        | -            |
| 01.01.1943 года | Западный фронт (И. С. Конев)                                                   | 10-я армия (В. С. Попов)        | -                                        | -            |
| 01.02.1943 года | Западный фронт (И. С. Конев)                                                   | 10-я армия (В. С. Попов)        | -                                        | -            |
| 01.03.1943 года | Западный фронт (В. Д. Соколовский)                                             | 10-я армия (В. С. Попов)        | -                                        | -            |
| 01.04.1943 года | Западный фронт (В. Д. Соколовский)                                             | 10-я армия (В. С. Попов)        | -                                        | -            |
| 01.05.1943 года | Западный фронт (В. Д. Соколовский)                                             | 10-я армия (В. С. Попов)        | -                                        | -            |
| 01.06.1943 года | Западный фронт (В. Д. Соколовский)                                             | 10-я армия (В. С. Попов)        | -                                        | -            |
| 01.07.1943 года | Западный фронт (В. Д. Соколовский)                                             | 10-я армия (В. С. Попов)        |                                          | -            |
| 01.08.1943 года | Западный фронт (В. Д. Соколовский)                                             | 10-я армия (В. С. Попов)        |                                          | -            |
| 01.09.1943 года | Западный фронт (В. Д. Соколовский)                                             | 10-я армия (В. С. Попов)        | 38-й стрелковый корпус (А. Д. Терешков)  | -            |
| 01.10.1943 года | Западный фронт (В. Д. Соколовский)                                             | 10-я армия (В. С. Попов)        | 38-й стрелковый корпус (А. Д. Терешков)  | -            |
| 01.11.1943 года | Западный фронт (В. Д. Соколовский)                                             | 10-я армия (В. С. Попов)        | 38-й стрелковый корпус (А. Д. Терешков)  | -            |
| 01.12.1943 года | Западный фронт (В. Д. Соколовский)                                             | 10-я армия (В. С. Попов)        | 38-й стрелковый корпус (А. Д. Терешков)  | -            |
| 01.01.1944 года | Западный фронт (В. Д. Соколовский)                                             | 10-я армия (В. С. Попов)        | 38-й стрелковый корпус (А. Д. Терешков)  | -            |
| 01.02.1944 года | Западный фронт (В. Д. Соколовский)                                             | 10-я армия (В. С. Попов)        | 38-й стрелковый корпус (А. Д. Терешков)  | -            |
| 01.03.1944 года | Белорусский фронт (К. К. Рокоссовский)                                         | 10-я армия (В. С. Попов)        | 38-й стрелковый корпус (А. Д. Терешков)  | -            |
| 01.04.1944 года | Белорусский фронт (К. К. Рокоссовский)                                         | 10-я армия (В. С. Попов)        | 38-й стрелковый корпус (А. Д. Терешков)  | -            |
| 01.05.1944 года | 2-й Белорусский фронт (И. Е. Петров)                                           | 49-я армия (И. Т. Гришин)       | 38-й стрелковый корпус (А. Д. Терешков)  | -            |
| 01.06.1944 года | 2-й Белорусский фронт (И. Е. Петров)                                           | 49-я армия (И. Т. Гришин)       | 38-й стрелковый корпус (А. Д. Терешков)  | -            |
| 01.07.1944 года | 2-й Белорусский фронт (Г. Ф. Захаров)                                          | 50-я армия (И. В. Болдин)       | 38-й стрелковый корпус (А. Д. Терешков)  | -            |
| 01.08.1944 года | 2-й Белорусский фронт (Г. Ф. Захаров)                                          | 49-я армия (И. Т. Гришин)       | 70-й стрелковый корпус (В. Г. Терентьев) | -            |
| 01.09.1944 года | 2-й Белорусский фронт (Г. Ф. Захаров)                                          | 49-я армия (И. Т. Гришин)       | 121-й стрелковый корпус (Д. И. Смирнов)  | -            |
| 01.10.1944 года | 2-й Белорусский фронт (Г. Ф. Захаров)                                          | 49-я армия (И. Т. Гришин)       | 70-й стрелковый корпус (В. Г. Терентьев) | -            |
| 01.11.1944 года | 2-й Белорусский фронт (Г. Ф. Захаров)                                          | 49-я армия (И. Т. Гришин)       | 70-й стрелковый корпус (В. Г. Терентьев) | -            |
| 01.12.1944 года | 2-й Белорусский фронт (К. К. Рокоссовский)                                     | 49-я армия (И. Т. Гришин)       | 70-й стрелковый корпус (В. Г. Терентьев) | -            |
| 01.01.1945 года | 2-й Белорусский фронт (К. К. Рокоссовский)                                     | 49-я армия (И. Т. Гришин)       | 70-й стрелковый корпус (В. Г. Терентьев) | -            |
| 01.02.1945 года | 2-й Белорусский фронт (К. К. Рокоссовский)                                     | 49-я армия (И. Т. Гришин)       | 70-й стрелковый корпус (В. Г. Терентьев) | -            |
| 01.03.1945 года | 2-й Белорусский фронт (К. К. Рокоссовский)                                     | 49-я армия (И. Т. Гришин)       | 121-й стрелковый корпус (Д. И. Смирнов)  | -            |
| 01.04.1945 года | 2-й Белорусский фронт (К. К. Рокоссовский)                                     | 49-я армия (И. Т. Гришин)       | -                                        | -            |
| 01.05.1945 года | 2-й Белорусский фронт (К. К. Рокоссовский)                                     | 49-я армия (И. Т. Гришин)       | 70-й стрелковый корпус (В. Г. Терентьев) | -            |

## Командование

### Командиры
- Савин, Илья Михайлович (01.10.1941 — 23.02.1942), полковник;
- Немудров, Гавриил Маркелович (23.02.1942 — 20.03.1943), полковник, с 17.11.1942 генерал-майор;
- Наумов, Александр Фёдорович (20.03.1943 — 01.08.1943), генерал-майор;
- Супрунов, Митрофан Фёдорович (02.08.1943 — до расформирования дивизии в июне 1945 года), полковник, с 02.11.1944 генерал-майор.

### Заместители командира
- Филимонов, Петр Исаевич (??.??.1942 — 17.03.1942), полковник
- Дудников, Николай Андреевич (??.07.1942 — ??.02.1945), полковник

### Начальники штаба
- Кораблев, Вадим Николаевич (01.10.1941 — 22.02.1942), подполковник
- Супрунов, Митрофан Фёдорович (23.02.1942 — 02.08.1943), майор, подполковник, полковник
- Данилов, Константин Александрович (03.08.1943 — ??.03.1943), подполковник
- Тимощенко, Фёдор Ильич (??.03.1943 — до расформирования дивизии в июне 1945 года), подполковник

### Начальники политотдела
- Нестерук, Дмитрий Тимофеевич  (01.10.1941 — 22.02.1942), старший батальонный  комиссар
- Пашутин, Лев Савельевич  (23.02.1942 — ??.??.194?),  батальонный  комиссар
- Игнатов, Александр Николаевич (??.??.194? — ??.06.1943), полковой комиссар, подполковник
- Михайлов, Алексей Михайлович (??.06.1943 — до расформирования дивизии в июне 1945 года), полковник

## Награды и наименования
| Награда (наименование)             | Дата                  | За что получена |
| ---------------------------------- | --------------------- | --- |
| Почётное наименование «Кричевская» | 30 сентября 1943 года | присвоено приказом Верховного Главнокомандующего от 30 сентября 1943 года за отличие в боях при освобождении города Кричев — важного опорного пункта и железнодорожного узла противника на могилевском направлении                                                                                          |
| Орден Красного Знамени             | 10 июля 1944 года     | награждена указом Президиума Верховного Совета СССР от 10 июля 1944 года за образцовое выполнение заданий командования в боях при форсировании рек Проня и Днепр, прорыв сильно укреплённой обороны немцев, а также за овладение городами Могилёв, Шклов и Быхов, проявленные при этом доблесть и мужество. |
| Орден Суворова II степени          | 1 сентября 1944 года  | награждена указом Президиума Верховного Совета СССР от 1 сентября 1944 года за образцовое выполнение заданий командования в боях против немецких захватчиков, за овладение городом и крепостью Осовец и проявленные при этом доблесть и мужество.                                                           |

Личный состав 385-й стрелковой Кричевской Краснознамённой ордена Суворова дивизии получил одиннадцать благодарностей в приказах Верховного Главнокомандующего:
- За форсирование реки Сож и овладением города Кричев — важным опорным пунктом и железнодорожным узлом противника на могилевском направлении. 30 сентября 1943 года № 28
- За форсирование реки Днепр и за освобождение крупного областного центра Белоруссии города Могилев — оперативно важного узла обороны немцев на минском направлении, а также за овладение городами Шклов и Быхов. 28 июня 1944 года № 122
- За участие в боях по освобождению городом и крепостью Осовец — мощного укреплённого района обороны немцев на реке Бобр, прикрывающего подступы к границам Восточной Пруссии. 14 августа 1944 года № 166
- За освобождение города и крепости Ломжа — важного опорного пункта обороны немцев на реке Нарев. 13 сентября 1944 года № 186
- За овладение городом Черск — важным узлом коммуникаций и сильным опорным пунктом обороны немцев в северо-западной части Польши. 21 февраля 1945 года. № 283
- За овладение городом Косьцежина (Берент) — важными узлами железных и шоссейных дорог и сильными опорными пунктами обороны немцев на путях к Данцигу. 8 марта 1945 года. № 296
- За овладение важным узлом железных и шоссейных дорог — городом Картузы (Картхауз). 10 марта 1945 года. № 298
- За овладение городом и крепостью Гданьск (Данциг) — важнейшим портом и первоклассной военно-морской базой немцев на Балтийском море. 30 марта 1945 года. № 319.
- За овладение городами Фюрстенберг и Гранзее — важными узлами дорог в северо-западной части Померании и в Мекленбурге. 30 апреля 1945 года. № 352
- За овладение городом Везенберг — важным узлом дорог и сильным опорным пунктом обороны немцев. 1 мая 1945 года. № 354
- За овладение городом Виттенберге и за соединение на линии Висмар — Виттенберге с союзными нам английскими войсками. 3 мая 1945 года. № 360

## Отличившиеся воины дивизии
| Награда                                         | Ф. И. О.                     | Должность                                                                           | Звание                          | Дата награждения                 | Примечания |
| ----------------------------------------------- | ---------------------------- | ----------------------------------------------------------------------------------- | ------------------------------- | -------------------------------- | --- |
|                                                 | Висящев, Александр Иванович  | Телефонист 1266-го стрелкового полка                                                | Красноармеец                    | 24.03.1945                       | Звание Героя Советского Союза получил за форсирование р. Днепр. |
|                                                 | Волков, Михаил Ермолаевич    | Командир взвода 665-го отдельного сапёрного батальона                               | Старший лейтенант Красной Армии | 24.03.1945                       | Звание Героя Советского Союза получил за форсирование р. Днепр. |
|                                                 | Жудов, Иван Егорович         | Командир стрелкового взвода 1270-го стрелкового полка                               | Младший лейтенант Красной Армии | 24.03.1945                       | Звание Героя Советского Союза получил за форсирование р. Днепр. 26.02.1945 погиб в боях за освобождение Польши.                                                                                                  |
|                                                 | Докучаев, Михаил Павлович    | Командир батальона 1266-го стрелкового полка                                        | Майор Красной Армии             | 24.03.1945                       | Звание Героя Советского Союза получил за форсирование р. Днепр. |
|                                                 | Максин, Алексей Михайлович   | Старшина роты 1266-го стрелкового полка                                             | Сержант                         | 24.03.1945                       | Звание Героя Советского Союза получил за форсирование р. Днепр. Погиб в бою 26.08.1944. |
|                                                 | Шаимов, Шади                 | Автоматчик 1266-го стрелкового полка                                                | Красноармеец                    | 24.03.1945                       | Звание Героя Советского Союза (посмертно) получил за форсирование р. Днепр- где был тяжело ранен и умер от ран 28.06.1944                                                                                        |
|                                                 | Шаров, Маркел Потапович      | Помощник командира взвода 1266-го стрелкового полка                                 | Старший сержант                 | 24.03.1945                       | Звание Героя Советского Союза получил за форсирование р. Днепр. |
|                                                 | Усачёв, Михаил Иванович      | Пулемётчик 1266-го стрелкового полка                                                | Красноармеец                    | 24.03.1945                       | Звание Героя Советского Союза получил за форсирование р. Днепр. Пропал без вести в апреле 1945. |
|                                                 | Чещарин, Иван Васильевич     | Командир отделения 665-го отдельного сапёрного батальона                            | Сержант                         | 24.03.1945                       | Звание Героя Советского Союза получил за форсирование р. Днепр. |
|                                                 | Баранов, Сергей Иванович     | Сапёр-разведчик 665-го отдельного сапёрного батальона                               | Красноармеец                    | 25.11.1943 10.12.1943 24.03.1945 | Один из первых кавалеров Ордена Славы 2-й степени (Приказ № 634 по войскам 10-й армии от 10 декабря 1943 года)                                                                                                   |
|                                                 | Большов, Михаил Алексеевич   | Командир отделения взвода инженерной разведки 665-го отдельного сапёрного батальона |                                 | 25.11.1943 10.12.1943 24.03.1945 | Один из первых кавалеров Ордена Славы 2-й степени (Приказ № 634 по войскам 10-й армии от 10 декабря 1943 года) Погиб 25.10.1944 при вхождении советских войск в Восточную Пруссию.                               |
|                                                 | Власов, Андрей Григорьевич   | Сапёр-разведчик 665-го отдельного сапёрного батальона                               | Красноармеец                    | 25.11.1943 10.12.1943 24.03.1945 | Один из первых кавалеров Ордена Славы 2-й степени (Приказ № 634 по войскам 10-й армии от 10 декабря 1943 года)                                                                                                   |
|                                                 | Саип-Назаров, Райм Кошанович | Командир отделения 447-й отдельной разведывательной роты                            | Старший сержант                 | 12.07.1944 14.09.1944 24.03.1945 | 14.02.1945 погиб в бою |
| Орден Ленина                                    | Гончаров, Алексей Савельевич | Пулемётчик 1270-го стрелкового полка                                                | Красноармеец                    | 07.06.1942                       | Представлялся к званию Героя Советского Союза, но награждён орденом Ленина. Умер от ран 17.07.1942. |
| Орден Ленина                                    | Леонтьев Дмитрий Дмитриевич  | Командир стрелкового взвода 1266-го стрелкового полка                               | Старший лейтенант Красной Армии | 24.03.1945                       | Награждён орденом Ленина за форсирование р. Днепр. |
| Орден Ленина                                    | Ястребов Анисим Михайлович   | Комиссар батальона 1266-го стрелкового полка                                        | старший политрук                | 07.06.1942                       | 16.02.1942 был смертельно ранен в бою и в тот же день скончался. Посмертно награждён орденом Ленина. |
| Орден Красного Знамени                          | Зотов, Пётр Николаевич       | Командир стрелкового отделения 1270-го стрелкового полка                            | Младший сержант                 | 10.06.1945                       | 19.04.1945 в боях при форсировании реки Одер у города Шведт геройски погиб закрыв своим телом вражескую амбразуру. Представлен посмертно к званию Героя Советского Союза, но награждён орденом Красного Знамени. |
| Орден Отечественной войны II степени            | Коломиец, Алексей Семёнович  | Командир стрелкового взвода 1270-го стрелкового полка                               | Младший лейтенант Красной Армии | 18.09.1943                       | 15.08.1943 в бою за деревню Анновка геройски погиб закрыв своим телом вражескую амбразуру. |
| Орден Красного Знамени · Орден Красного Знамени | Кузнецов, Эфраим Еремеевич   | Начальник штаба 1270-го стрелкового полка                                           | Майор Красной Армии             | 03.08.1944 21.05.1945            | Дважды за разные подвиги представлялся к званию Героя Советского Союза, но награждался орденами Красного Знамени.                                                                                                |

## Память
- Музей им. М. В. Фрунзе, г. Бишкек, Кыргызстан (находится в здании, где происходило формирование дивизии)
- Музей боевой славы общеобразовательной школы № 187 (г. Москва, Ломоносовский проспект, дом 3 А)

## Прочие факты
Первыми кавалерами ордена Славы II степени в Красной Армии стали воины 665-го отдельного сапёрного батальона 385-й стрелковой дивизии старшина Большов М. А. рядовые Баранов С. И. и Власов А. Г. (приказ № 634 по войскам 10-й армии от 10 декабря 1943 года). 28 декабря 1943 года Большов М. А., Баранов С. И., Власов А. Г. были представлены к орденам Славы I степени, но награждены этим орденом были только 24 марта 1945 (первые кавалеры ордена Славы I степени Шевченко К. К., Питенин М. Т. были представлены к орденам Славы I степени гораздо позже в марте 1944 года). Таким образом, воины 385-й стрелковой дивизии Большов М. А., Баранов С. И., Власов А. Г. — единственные полные кавалеры ордена Славы, заслужившие все три степени ордена в 1943 году за боевые отличия, совершенные ими в течение чуть более месяца. Интересно также отметить тот факт, что на момент представления их к орденам Славы I степени, как отмечено в их наградных листах, им ещё не успели вручить ордена Славы II и III степени, которыми они были награждены ранее.